# Religione cartaginese

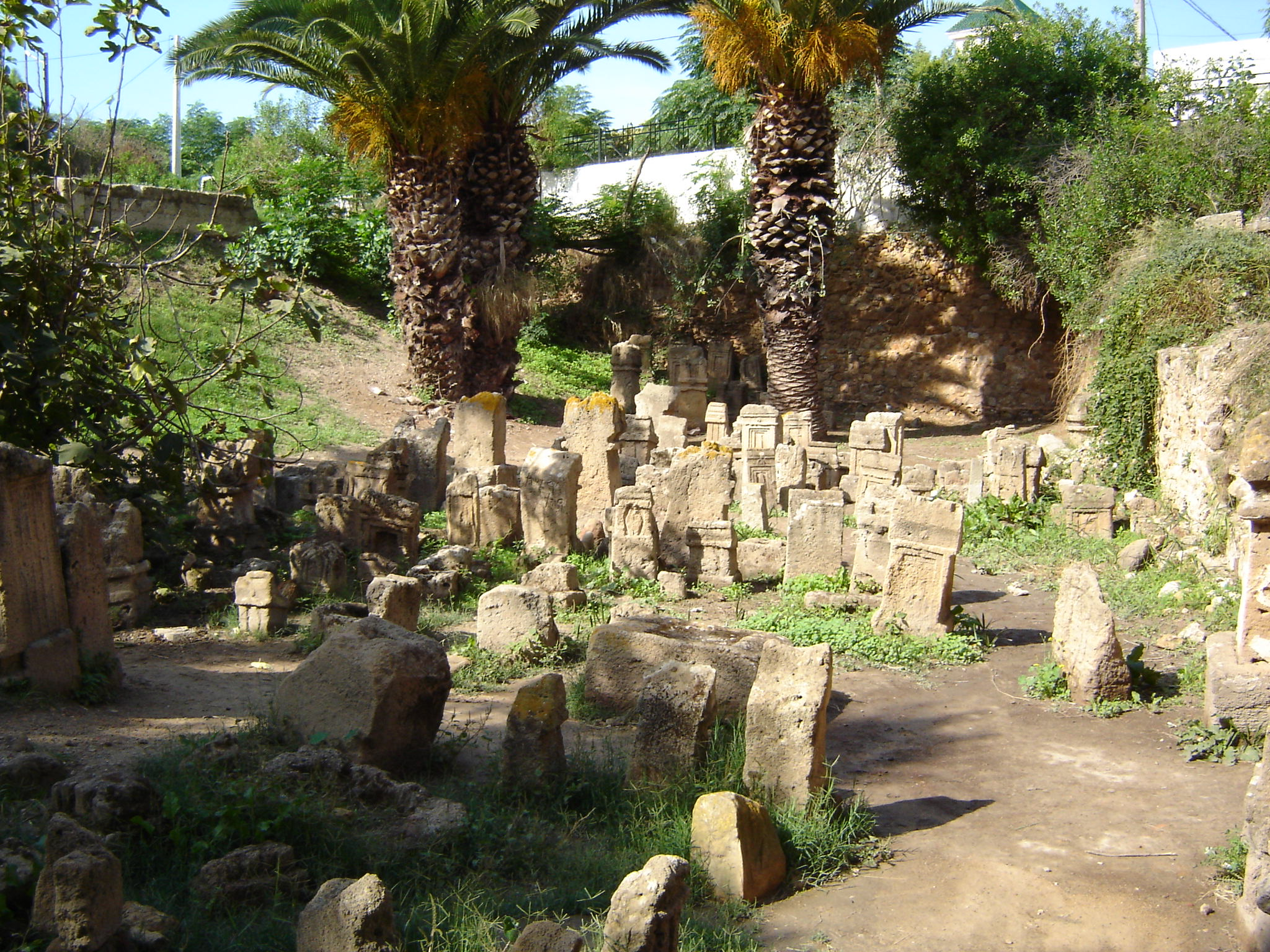
Il Tophet di Cartagine

Con religione cartaginese in questa voce si intende l'insieme di credenze, riti e il culto di figure divine presso la città di Cartagine dalla sua origine di derivazione fenicia fino al periodo di suo massimo splendore.
A Cartagine si veneravano molti dei. La suprema coppia divina era formata da Tanit e Baal. Diversamente dalla maggioranza della popolazione i sacerdoti si radevano il viso. Nei primi secoli i rituali della città includevano danze ritmiche tratte dalla tradizione fenicia e sembra che la dea Astarte fosse molto popolare. Nel periodo di massimo splendore Cartagine ospitava un grande numero di divinità provenienti dalle civiltà greca, egizia ed etrusca.

## Gli dei
Le principali divinità cartaginesi erano di provenienza fenicia.
- Ba'al Hammon  era il dio supremo.
- Tanit o Astarte era la dea della fecondità e della natura.
- Melqart era il signore della città assimilato all'Eracle greco.
- Eshmun protettore della città di Sidone e figlio di Apollo.
- Reshef divinità bellicosa di origine siriana.

## I luoghi di culto: il tofet
Il luogo di culto principale presso i Cartaginesi era il tofet, un santuario all'aria aperta che consisteva in un'area consacrata dove venivano sepolti i resti combusti dei sacrifici animali e dove venivano sepolti i bambini. Ancora controversa la questione se effettivamente i Cartaginesi avessero la pratica religiosa del sacrificio dei bambini.

## Controversie sui riti sacrificali dei bambini
La Cartagine fenicia aveva una fama sinistra per i sacrifici dei bambini. Plutarco (46 - 120) parla di questa pratica, come fanno Tertulliano, Paolo Orosio e Diodoro Siculo. Per contro Tito Livio e Polibio non ne parlano. Scavi archeologici moderni tendono a confermare la versione di Plutarco. In un solo cimitero per bambini chiamato "Tophet" ("area sacra") è stata deposta fra il 400 a.C. e il 200 a.C. una quantità - stimata - di 20.000 urne. Queste urne contenevano le ossa calcinate di neonati e in qualche caso di feti o di bimbi attorno ai due anni. Questo indica che se i bambini erano piccoli, quelli più giovani venivano sacrificati dai genitori. D'altra parte, in uno studio del 2010 è stata mostrata l'evidenza che quelle trovate sono probabilmente le ossa cremate di bambini morti naturalmente, in particolare nella ricerca si indica che i cimiteri per bambini non erano esclusivi per coloro che venivano sacrificati, ma erano cimiteri per tutti i bambini, qualunque fosse stata la causa della loro morte. Questa tesi è discordante, d'altra parte, con ritrovamenti precedenti cananei. I pochi testi cartaginesi che ci sono rimasti però non fanno mai menzione a sacrifici di bambini. Il dibattito fra gli storici e gli archeologi rimane aperto.

## Scarsità delle fonti
Quel che si conosce della religione cartaginese è incompleto a causa della mancata sopravvivenza di templi o di fonti scritte sulla mitologia punica da parte degli stessi cartaginesi. La situazione è resa ancora più difficile dall'uso da parte degli scrittori antichi stranieri di nomi greci o latini per definire i riti punici, per non parlare dei loro pregiudizi verso le pratiche religiose straniere.
Le tombe sono state vitali per apprendere, attraverso i vari oggetti votivi, amuleti e maschere demoniache, nell'indicare una certa credenza presso i cartaginesi di una qualche forma di aldilà.